# Gabriele (arcangelo)
Nelle religioni abramitiche, Gabriele (in ebraico גַּבְרִיאֵל, Gavriʼel; in latino Gabriel; in greco Γαβριήλ?, Gabriḗl; in ebraico tiberiense Gaḇrîʼēl; e in arabo جبريل‎?, Jibrīl o Jibraeil), il cui nome significa "Potenza di Dio ('El)" o "Dio ('El) è forte", è, nella tradizione biblica, uno degli angeli che sono alla presenza di Yahweh e ne cantano incessantemente le lodi.

## Nome e angelologia
Il nome deriva dall'ebraico e significa: "potenza di El", "forza di El", "fortezza di El".
Ha annunciato la nascita di Giovanni Battista e di Gesù. Insieme a Michele e Raffaele, è uno degli angeli menzionati nella Bibbia. Rappresentato anche come "la mano sinistra di Dio", è il primo ad apparire nel Libro di Daniele della Bibbia.
Nella tradizione biblica è a volte rappresentato come l'angelo della morte, uno dei Messaggeri di Dio: anche come angelo del fuoco. Il Talmud lo descrive come l'unico angelo che può parlare siriaco e caldeo.
Nella tradizione cristiana, secondo la classificazione degli angeli che fanno lo Pseudo-Dionigi e san Gregorio Magno, è conosciuto come uno degli arcangeli, anche se questo non trova riscontro nella Bibbia, dove si parla sempre di un solo arcangelo (angelo capo) al singolare e mai al plurale e, comunque, mai riferito a Gabriele bensì a Michele.
I riferimenti a Gabriele sono sempre e soltanto in qualità di 'angelo' ossia messaggero e mai di 'arcangelo'. Nell'Antico Testamento Gabriele interpreta la visione profetica del capro e del montone (Daniele 8:15-26) e spiega la predizione riguardo al messia delle 70 settimane profetiche (490 anni) dal ritorno a Gerusalemme dopo l'esilio (Daniele 9:21-27).
Nel Nuovo Testamento annuncia a Zaccaria la nascita del figlio Giovanni (il Battista) e a Maria di Nazareth la nascita di Gesù (Luca 1:11-20).

## Riferimenti ebraici
L'angelo Gabriele domina su tutti gli angeli principi delle 70 Nazioni. Egli è chiamato l'uomo vestito di lino.
(Eleazaro da Worms, Il segreto dell'Opera della Creazione)
L'angelo Gabriele diresse la punizione divina contro Sodoma. Una delle sue missioni è anche quella di far maturare i frutti. Egli è lo scriba celeste, inoltre rivela la profezia dei sogni profetici.

### Storia e Bibbia ebraica
Nello storico contesto della distruzione del Tempio di Gerusalemme di Salomone, e nella cattività babilonese del Regno di Giuda che seguì, il profeta Daniele pensava quale fosse il significato delle diverse visioni che aveva vissuto in esilio, quando Gabriele gli apparve (Daniele 8:16-25).
Gabriele è menzionato due volte per nome:
"... e egli arrivò per passare, quando io, io Daniele, ebbi la visione, che cercavo per capire; e, vedo, lì davanti a me l'apparire come di un uomo. E io sentii la voce di un uomo tra le rive dell'Ulai, che chiamava, e disse: 'Gabriele, fa che quest'uomo possa capire la visione'. Così egli venne vicino dove io ero: e quando arrivò, io ero terrificato, e caddi; ma egli mi disse: 'Capisci, figlio dell'uomo; per la visione che appartiene al tempo della fine..." [1] (Daniele 8:15-17).

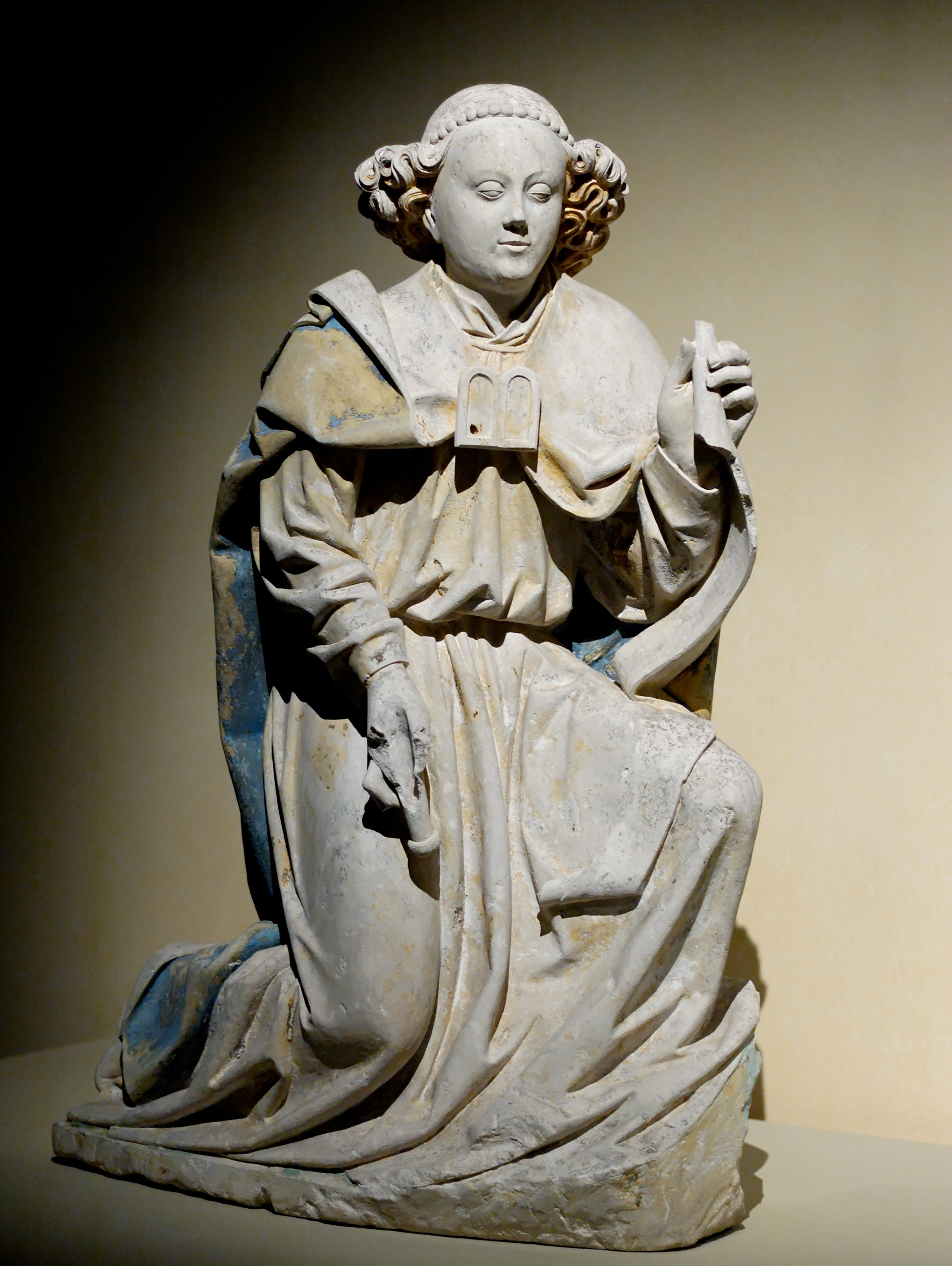
L'arcangelo Gabriele in una scultura del 1490

È verso la fine del potere di Babilonia che ancora Gabriele viene inviato a elaborare e spiegare i problemi relativi alla "Fine dei Giorni" come quando il regno di Persia, Grecia e Roma stavano perdendo il dominio del mondo.
"...E dopo che io ebbi parlato, e pregato, e confessato i miei peccati ed i peccati del mio popolo di Israele, e presentato le mie suppliche davanti al Signore mio Dio per la sacra montagna del mio Dio; e mentre stavo parlando e pregando, l'uomo Gabriele, che avevo visto nella visione all'inizio, stava volando veloce, recandosi vicino a me verso l'ora dell'offerta serale. E lui mi fece capire, e mi parlò, e disse: 'Daniele, sono ora giunto per renderti capace di capire...Settanta settimane sono dichiarate per la tua gente e per la tua santa città, per porre fine alle trasgressioni, e per porre fine ai peccati, e per perdonare l'iniquità, e per prendere l'eterna virtuosità, e per sigillare la visione ed il profeta, e per raggiungere il più sacro dei luoghi" [2] (Daniele 9:20-24).
È qui che Gabriele racconta a Daniele riguardo alle misteriose "Settanta settimane" (shavu-im shivim) che sembrano indicare la fine della cattività Babilonese che durò settant'anni quando Ciro il Grande permise il ritorno a Sion e la ricostruzione del Tempio nel suo impero.
Nella Bibbia non è menzionato esplicitamente col termine "arcangelo".
Il suo nome ricorre anche nell'apocrifo Libro di Enoch.

### Talmud
Nel Talmud (uno dei testi sacri dell'ebraismo), Gabriele appare come il distruttore dei soldati di Sennacherib nel Sanhedrin 95b, armato di "affilata falce che era pronta già dalla Creazione". L'arcangelo è anche indicato come colui che mostrò a Giuseppe la via, colui che evitò alla regina Vashti di apparire nuda davanti al re Ahasverus (Assuero) ed i suoi ospiti, facendole spuntare una coda; e l'angelo che seppellì Mosè.
Nel Talmud Yoma (77a-79a), è detto che Gabriele fu temporaneamente esiliato dal paradiso. L'angelo andò contro il volere di Dio, che voleva punire tutti i cittadini di Israele per i loro peccati, compresi quelli di buon cuore che però non si ribellavano ai malvagi. Risparmiando dunque le sofferenze a questi ultimi, Gabriele venne punito con 60 colpi di fuoco ed esiliato. Durante questo periodo di 21 giorni, l'angelo guardiano della Persia, Dobiel, fece le veci di Gabriele.
Gabriele è anche, secondo il Giudaismo, la voce che disse a Noè di prendere gli animali prima del grande diluvio, l'invisibile forza che evitò ad Abramo di uccidere Isacco e la voce del roveto ardente.

### Cabala
Nella letteratura cabalistica, Gabriele è un angelo che opera di concerto con Michele nella corte di Dio. Egli non viene pregato direttamente, bensì le preghiere sono raccolte da Dio che decide l'eventuale invio dell'arcangelo.
Secondo la mitologia ebraica, nel Giardino dell'Eden dimora l'albero della vita o “albero delle anime” che fiorisce e produce nuove anime, che cadono nel Guf, il “Tesoro delle Anime”. Gabriele cerca all'interno di esso ed estrae un'anima a caso. Poi Lailah, l'Angelo del Concezione, provvede a vegliare sull'embrione fino alla nascita.

## Riferimenti cristiani

### Nuovo Testamento
Nel nuovo testamento, Gabriele è l'angelo che rivela a Zaccaria che Giovanni Battista nascerà da Elisabetta, e che visita Maria rivelandole che sarà lei la madre di Gesù. La visita di Gabriele a Maria nel Vangelo di Luca, detta Annunciazione (Luca 1:26-38), è celebrata il 25 marzo dalla Chiesa cattolica. È anche commemorata come Primo Mistero Gaudioso ogni volta che si prega il rosario.
Gabriele può anche essere l'angelo che visitò Giuseppe. Dopo aver appreso della gravidanza di Maria, Giuseppe considerava l'ipotesi di non sposarla più, ma "un angelo del Signore" apparve a Giuseppe in sogno e gli disse che il concepimento era avvenuto per opera dello Spirito Santo. (Matteo 1:18-25). Secondo la tarda leggenda, Gabriele è anche l'angelo non identificato del Libro dell'Apocalisse che soffia il corno annunciando il Giorno del Giudizio.
Sia per i cattolici sia per gli ortodossi, è san Gabriele Arcangelo, conosciuto come il santo patrono dei lavoratori delle comunicazioni. Gabriele compare anche in vari scritti apocrifi dell'Antico e del Nuovo Testamento. Il Dizionario delle Creature spirituali (in I mondi ultraterreni di Giordano Berti, Milano 1998) riporta l'immagine battagliera di quest'angelo descritta nel Libro di Enoc etiope; da qui deriva un'iconografia diffusissima presso i cristiani ortodossi, che confondono però spesso Gabriele con Michele. Gli ortodossi infatti rappresentano un arcangelo mentre trafigge il demonio con una lancia: si tratta di Michele.

### Altre denominazioni

#### Gnosticismo
Il movimento cristiano eretico dello gnosticismo prestò particolare attenzione agli angeli, intesi come esseri appartenenti a un pantheon di forze spirituali coinvolte nella creazione del mondo. Secondo un antico manoscritto gnostico, il Libro Sacro del Grande Spirito Invisibile, Gabriele sarebbe un essere divino abitante del Pleroma, che esisteva prima del Demiurgo.

#### Tradizioni cristiane evangeliche
L'immagine dello squillo di tromba da parte di Gabriele per annunciare la fine dei tempi è stata ripresa nel cristianesimo evangelico, dove si è diffusa, in particolare negli spirituals.
Un primo esempio si trova in Paradiso perduto (1667) di John Milton:
Betwixt these rockie pillars Gabriel sat

Chief of the Angelic guards (IV.545f)...

He ended, and the Son gave signal high

To the bright minister that watch'd, he blew

His trumpet, heard in Oreb since perhaps

When God descended, and perhaps once more

To sound at general doom. (XI.72ff).
Non è chiaro come la concezione armena abbia ispirato Milton e gli spirituali, sebbene presumibilmente abbiano una fonte comune.

#### Chiesa dei Santi degli Ultimi Giorni
Nella Chiesa di Gesù Cristo dei Santi degli Ultimi Giorni (alias i Mormoni), si crede che Gabriele abbia vissuto una vita mortale come il profeta Noè. I due sono considerati lo stesso individuo; Noah è il suo nome mortale, mentre Gabriel è il suo nome celeste.

### Ricorrenza
Il culto cattolico per l'Arcangelo Gabriele si celebrava in Oriente il 26 marzo, il giorno dopo l'Annunciazione. Dal IX secolo molte chiese spagnole e molte famiglie religiose fissarono la festa al 18 marzo. Nel 1515 papa Leone X approvò l'ufficio monastico per i Benedettini, e la congregazione dei riti confermò nel 1625 la festività per la città e la diocesi di Tolosa. Nel 1925 papa Benedetto XV spostò la festa al 24 marzo. La riforma liturgica del Concilio Vaticano II unificò la ricorrenza dei tre arcangeli, (Gabriele, Michele e Raffaele), al 29 settembre ma essa permane alla data tradizionale nella messa tridentina.

## Nell'Islam
Il nome arabo di Gabriele è Jibrīl o Jabrāʾīl in arabo جبرائيل , جبريل ‎?: IPA: [dʒibriːl], [dʒiabræːʔiːl] [dʒibræːʔiːl] o [dʒibrɛ̈ʔiːl]).
Per i musulmani, Gabriele è l'angelo che rivelò il Corano a Maometto. È spesso chiamato capo dei quattro angeli favoriti e spirito di verità, attribuendogli una funzione analoga a quella dello Spirito Santo. 
Come forma di deferenza, i musulmani lo chiamano anche Nostro Signore Gabriele (Sidna Jibril), poiché si presenta come iniziatore in grado di trasmettere il messaggio divino al Profeta e di conseguenza agli uomini. 
Grazie al fatto di poter intercedere presso Dio, è anche considerato protettore e interprete della volontà divina.
È conosciuto anche come il Grande Ordinatore (An-Namus al-Akbar), lo Spirito Santo (ar-Ruh al-Qaddus) e l'Integro (Al-Amin).
Gabriele è principalmente menzionato nei versi 2:97, 2:98 e 66:4 del Corano, sebbene il testo coranico non si riferisca esplicitamente a lui come ad un angelo. Nel Corano, l'arcangelo Gabriele appare nominato in 2:97 e 66:4, così come in 2:98, dove è citato insieme all'arcangelo Michele (Mīkāʾīl).)
La letteratura esegetica coranica narra che Maometto vide l'arcangelo Gabriele nel suo pieno splendore angelico solo due volte, la prima volta quando ricevette la sua prima rivelazione. Poiché la Bibbia ritrae Gabriele come un messaggero celeste inviato a Daniele, Maria e Zaccaria, la tradizione islamica sostiene che Gabriele fu inviato a numerosi profeti biblici preislamici con rivelazioni e disposizioni divine, incluso Adamo, che i musulmani credono sia stato consolato anche da Gabriele qualche tempo dopo la caduta. È conosciuto con molti nomi nell'Islam, come "custode della santità".
L'aspetto fisico di Gabriele è descritto nel ḥadīth di Bukhārī (Ṣaḥīḥ, 4:54:455):
«Mi ha narrato ( ḥaddathanī ) Abū Isḥāq al-Shaybānī: chiesi a Zir ibn Ḥubaysh riguardo alle dichiarazioni di Dio: "S'avvicinò a due archi e meno ancora / e rivelò al servo Suo [Gabriele] quel che rivelò. Su ciò, Zir disse, "Ibn Masʿūd ci disse che il Profeta aveva visto che Gabriele aveva seicento ali».
Gabriele è considerato con lo stesso aspetto dai musulmani e nel pronunciare il suo nome o nel riferirsi a lui i musulmani ripetono l'eulogia: "su di lui la salvezza [di Dio]" ( ʿalayhi l-salām ). Il primo compito di Gabriele è di portare messaggi da Dio ai Suoi messaggeri. Come nel Cristianesimo, Gabriele è detto essere l'angelo che informò Maria in arabo ﻣﺮﻳﻢ‎?, Maryam della sua concezione virginale di Gesù in arabo عيسى‎?, ʿĪsā:
«E nel Libro ricorda Maria, quando s'appartò dalla sua gente lungi in un luogo d'oriente / ed ella rese, a proteggersi da loro, un velo. E Noi le inviammo il Nostro Spirito (Rūḥ) che apparve a lei sotto forma di un uomo perfetto. / Ella gli disse: "Io mi rifugio nel Misericordioso, avanti a te, se tu sei timorato di Dio!" / Le disse: "Io sono il Messaggero del tuo Signore, per donarti un fanciullo purissimo". / "Come potrò avere un figlio, rispose Maria, se nessun uomo mi ha toccata mai, e non sono una donna cattiva?" / Disse: "Così sarà. Perché il tuo Signore ha detto: 'Cosa facile è questa per me, e Noi, per certo, faremo di Lui un Segno per gli uomini, un atto di clemenza Nostra: questa è cosa decretata".» (Cor., 19:16-21, Sūra di Maria).
Secondo lo studioso musulmano Sami Strauch, a Dhu Amarr stava piovendo, e Maometto si tolse le vesti e le appese nel ramo di un albero perché si asciugassero, mentre il nemico lo stava guardando. Quindi, Ghwarath ibn al-Harith attaccò Maometto. Lo minacciò dicendo: "Chi ti proteggerà da me oggi?" 
Secondo studiosi musulmani l'Arcangelo Gabriele arrivò e colpì Ghwarath nel petto e lo costrinse a gettare la spada. Maometto prese la spada e disse "Chi ti proteggerà da me?". Ghwarath rispose: "Nessuno, ed io riconosco che nessun Dio merita di essere adorato eccetto Allah" e quindi si convertì all'Islam.
I musulmani credono che Gabriele abbia accompagnato Maometto nell'ascesa al Paradiso, dove Muḥammad si dice abbia incontrato i precedenti profeti di Dio, essendo informato riguardo alle modalità della preghiera islamica (Bukhārī 1:8:345). I musulmani credono anche che Gabriele discenda sulla Terra nella notte detta "del Destino" (Laylat al-Qadr), un'imprecisata notte cioè degli ultimi dieci giorni del mese sacro di ramaḍān.

### Compiti
I musulmani credono che Gabriele fosse principalmente incaricato di trasmettere le scritture da Dio ai profeti e messaggeri, come Asbab al-Nuzul o la rivelazione di Al-Baqara, di Āyāt 124|Corano 3:124 (tradotta da Shakir), quando a Maometto fu chiesto quale angelo gli stesse trasmettendo la rivelazione delle Sacre Scritture e Maometto disse agli Ebrei che era stato rivelato da Gabriele che ne aveva il compito.
I musulmani venerano anche Gabriele per una serie di eventi che precedono quella che considerano la prima rivelazione narrata nel Corano. I musulmani credono che Gabriele fosse l'angelo che informò Zaccaria (Zakariyyā) della nascita di Yaḥyā (Giovanni il Battista), così come Maria (Maryam) della futura nascita di Gesù; e che Gabriele era uno dei tre angeli che avevano precedentemente informato Abramo (ʾIbrāhīm ) della nascita di Isacco(ʾIsḥāq ) in Corano 51:24-30. Gabriel fa anche una famosa apparizione negli Hadith di Gabriel, in cui interroga Maometto sui principi fondamentali dell'Islam.
Si crede anche che Gabriele abbia consegnato la punizione di Dio ai sodomiti livellando l'intera città di Sodoma con la punta della sua ala. Secondo un hadith narrato da Abu Dharr al-Ghifari, che fu commentato da al-Hakim al-Tirmidhi, Gabriele ha la capacità di regolare il sentimento o la percezione dell'umano, in particolare un sentimento di felicità o tristezza.
Secondo la tradizione islamica l'Arcangelo Gabriele (Jibrayil in arabo) appoggiò varie campagne militari di Maometto aiutando e guidando il Profeta. La prima fu l'invasione di Dhi Amr. Si ritiene che Gabriele abbia aiutato Maometto a superare in modo significativo i suoi avversari contro un demone (ʻifrīt) durante il Mi'raj.
Gli islamici credono che Gabriele abbia aiutato Maometto a sconfiggere i suoi avversari durante la battaglia di Badr, dove secondo studiosi e religiosi dell'Islam, i vari hadith, sia autentici che non autentici, hanno citato che Gabriele, Michele, Raffaele e migliaia dei migliori angeli dal terzo livello del cielo, vennero tutti alla battaglia di Badr impersonando l'aspetto di Zubayr ibn al-Awwam, dei Compagni del Profeta e della guardia del corpo del Profeta.
Al contempo, Safiur Rahman Mubarakpuri dichiarò nelle sue opere di storiografia sulla rivelazione del Corano e nella biografia profetica degli hadith, che Sa'd ibn Abi Waqqas aveva testimoniato di aver visto due guerrieri non identificati vestiti di bianco proteggere Maometto durante la battaglia di Uhud. In seguito, Maometto confermò che quei due guerrieri non identificati erano Jibril e Mikail sotto mentite spoglie.
Inoltre, si ritiene che abbia ulteriormente incoraggiato Maometto a fare la guerra e ad attaccare la tribù ebraica dei Banū Qurayẓa. Un'altra apparizione di Gabriele nei testi religiosi islamici è stata trovata in numerosi Hadith durante la battaglia di Hunayn, dove Gabriele si trovava accanto a Maometto.
Anche altri testi islamici e parte della letteratura apocrifa sostenevano il ruolo di Gabriele come guerriero celeste. Sebbene esistano teorie alternative, se la presenza dello Spirito Santo nel Corano si riferisca o meno a Gabriele, rimane oggetto di dibattito accademico. Tuttavia, una chiara distinzione tra riferimenti apocrifi e coranici a Gabriele è che i primi non lo descrivono come equivalente allo Spirito Santo, ad esempio nel Primo Libro di Enoch, che narra la storia di Gabriele che sconfigge i Nephilim.

### Tradizione yazida
Gli yazidi considerano Gabriele uno dei Sette Misteri, l'eptade a cui Dio affidò il mondo, e talvolta lo identificano con l'arcangelo Melek Taus.

## Angelologia profana
Il suo cavallo si chiama Haizum. Gabriele è anche variamente identificato come l'angelo dell'annunciazione, resurrezione, pietà, vendetta, morte, e rivelazione. Inoltre, l'arcangelo è anche stato identificato in varie fonti come il "Settimo Angelo che presiede alla presenza di Dio"; è anche dichiarato in varie fonti tafsarim (capo angelico principe) dei Cherubini, grazie, potere, arcangeli e degli angeli degli ordini celestiali. Il governatore della Luna e del lunedì è anche descritto come Gabriele. Infine, l'arcangelo è anche il dominatore dello Shamayim, il Primo Paradiso. Anticamente veniva chiamato " Padre dell'acqua.". È infatti correlato alla nascita, sia fisica che simbolica.

### Protezione
Angelo protettore delle comunicazioni (radio, cinema, televisione), dei postini, degli ambasciatori, dei giornalai, dei corrieri, dei radioamatori, delle unità dell'Esercito Italiano appartenenti all'Arma delle trasmissioni e, in generale, di chiunque "porta notizie". Alcuni cristiani del Sud America lo considerano anche il patrono degli scrittori.

### Iconografia
Il suo aspetto rispetta quello dell'angelo: giovane figura androgina alata che talvolta porta il diadema. Spesso raffigurato con il giglio, portato alla Vergine nell'Annunciazione. L'angelo Gabriele viene promosso ad arcangelo dai testi dei Vangeli apocrifi, senza che da questo derivi una particolare distinzione iconografica, dipendente piuttosto dall'episodio rappresentato che dagli attributi specifici. Per questa ragione non è imprescindibile per Gabriele l'immagine dell'arcangelo in abiti di corte, con una tunica dalmatica bianca coperta dalla clamide. Degli angeli e degli arcangeli Gabriele conserva l'attributo della lunga bacchetta degli ostiari che può essere sostituita dal giglio simbolo della verginità di Maria.

## Influsso culturale

### Letteratura
Gabriele è ricordato nel XXIII canto del Paradiso dantesco, ghirlanda che scende ad avvolgere la Madonna, cantando una melodia a cui si uniscono tutti i beati.
(vv. 103-105)
- L'arcangelo appare nella Gerusalemme liberata di Torquato Tasso, inviato da Dio a spronare Goffredo da Buglione.
- Nel suo poema epico Paradiso perduto, John Milton presentò Gabriele come il capo delle guardie angeliche del Paradiso.
- Il poema ebraico "Elifelet" (אליפלט) di Nathan Alterman, la cui versione musicale è non di rado trasmessa dalla radio israeliana, racconta di un soldato israeliano eroico e altruista ucciso in battaglia. Alla morte del protagonista, l'angelo Gabriele scende sulla Terra, per confortare lo spirito dell'eroe caduto e per portarlo in Cielo.[39][40]
- Il personaggio principale di The Satanic Verses (1988) di Salman Rushdie crede di essere l'incarnazione moderna di Gabriele.
- Nella serie di light novel giapponesi No Game No Life (del 2012), Jibril è un membro della razza Flügel ed è un ex membro del Consiglio delle 18 ali, una sezione importante del governo. È raffigurato come un essere che ama la conoscenza e i libri.
- Nel terzo volume della serie di light novel giapponese The Devil Is a Part Timer! appare un arcangelo di nome Gabriele che è il guardiano del Sephirah Yesod.
- Nella light novel giapponese High School DxD Gabriele è uno dei Quattro Grandi Serafini di rango più alto (insieme a Michele, Uriele e Raffaele). Nel romanzo, Gabriele è raffigurato come un angelo femmina di immensa bellezza, che riceve i titoli di "La donna più forte del cielo" e "La donna più bella del cielo".
- Nella novella Fences di August Wilson, Gabriel, personaggio mentalmente handicappato, crede con ogni fibra della sua anima di essere l'arcangelo omonimo. Porta sempre con sé una tromba e si sforza di scacciare i "segugi infernali". Nell'ultima scena della commedia, chiede a San Pietro di aprire i cancelli del Paradiso.

### Musica
- Gabriele è anche il soggetto di una canzone dei Cole Porter "Blow Gabriel, Blow".
- Gabriel è anche il soggetto della canzone più famosa della cantante francese Najoua Belyzel, "Gabriel", dove lei racconta di essersi innamorata dell'arcangelo.
- L'eccentrica agiografa e antiquaria inglese Sabine Baring-Gould (1834-1924) scrisse Gabriel's Message, la traduzione inglese del canto natalizio basco Birjina gaztetto bat zegoen. La versione originale è probabilmente correlato al canto latino del XIII o XIV secolo Angelus ad Virginem, che a sua volta si basa sul racconto biblico dell'Annunciazione nel Vangelo di Luca.
- In My Own Prison dei Creed, Gabriele è menzionato mentre interpreta le visioni del personaggio principale della canzone.
- Sugar Baby, l'ultima traccia dell'album Love and Theft di Bob Dylan, contiene questo riferimento:

Just as sure as we're living, just as sure as we're born
Look up, look up - seek your Maker - 'fore Gabriel blows his horn.
- Blow Your Trumpets Gabriel della band black metal polacca Behemoth.
- La canzone del 1996 Gabriel di Roy Davies Jnr (con la voce di Peven Everett) parla dell'arcangelo Gabriele. Nel ritornello, si può sentire Everett cantare "Gabriel play" in riferimento alla tromba dell'arcangelo. Al termine di questo passo. si sente anche una tromba nella canzone.

### Giochi
- Nel gioco di ruolo spagnolo Anima: Beyond Fantasy (del 2005) Gabriel è, come gli umani sanno, uno dei sette "Beryls" (esseri di luce divini) ed è identificato con l'arcangelo omonimo, associato ad amore, amicizia, arte e pace.
- Nel gioco di ruolo giapponese Shin Megami Tensei, Gabriel è uno dei demoni che il giocatore può invocare come ausilio nella battaglia.
- Nel videogioco El Shaddai: Ascension of the Metatron, basato sul Libro di Enoch, Gabriel è presentato insieme a Michele, Raffaele e Uriele come guida per Enoch nella sua ricerca. Tutti e quattro gli arcangeli assumono la forma di cigni mentre sono sulla Terra. Gabriel è raffigurato come una donna e come un angelo di saggezza. Essa è associata all'arma del velo che Enoch usa.
- Nel gioco FPS action Ultrakill, Gabriel è uno dei boss principali, col compito di fermare il giocatore dalla sua discesa all'Inferno.
- Nel videogioco di genere roguelike The Binding of Isaac, il giocatore è in grado di combattere Gabriel e Uriel per ottenere i loro pezzi chiave per combattere Mega Satana.
- Nel videogioco Dante's Inferno, Gabriel appare e parla a Dante alla fine del livello della Frode, prendendo tra le braccia Beatrice e ascendendo con lei al Paradiso dopo averla assolta.

### Cinema
- In Liliom, film del 1930, Gabriel è interpretato da Harvey Clark.
- In Verdi pascoli, film del 1936, Gabriel è interpretato da Oscar Polk.
- In Heaven Only Knows, film western fantasy del 1947, Gabriel è stato interpretato da William Farnum.
- In The Littlest Angel (1969; film per la televisione), Gabriel è interpretato da Cab Calloway.
- Nel film horror L'ultima profezia (del 1995), Gabriel (interpretato da Christopher Walken) cerca un'anima malvagia sulla Terra nel corso di una guerra civile fra angeli durante la fine dei giorni. Gabriel è anche un personaggio in L'angelo del male (del 1998) e La profezia (del 2000).
- In Maria, madre di Gesù (1999; film per la televisione), Gabriel è interpretato da John Light.
- Nel film fantasy/horror Constantine (del 2005), Tilda Swinton interpreta un arcangelo androgino di nome Gabriele.
- Gabriele ha un ruolo principale nel film Gabriel - La furia degli angeli; in esso egli è l'ultimo arcangelo sopravvissuto a Michele (scambiato per Satana) e tenta di riconquistare il Purgatorio.
- Christopher Walken, dopo aver interpretato un angelo nel video Bad Girl di Madonna, impersona Gabriele nei film L'ultima profezia, L'angelo del male e La profezia.
- L'arcangelo compare anche nel film Legion.
- Gabriele ha un ruolo importante a favore del male nel film Constantine.
- Gabriele è uno dei protagonisti della commedia italiana Beata te  in cui l'arcangelo resterà due settimane a Roma  per aiutare Marta, una regista di teatro, a decidere se avere o no il bambino che l'angelo le aveva precedentemente annunciato.

### Televisione
- nell'episodio A Passage for Trumpet della serie Ai confini della realtà (The Twilight Zone, 1960), il musicista squattrinato Joey Crown (Jack Klugman) incontra un enigmatico trombettista di nome "Gabe" (interpretato da John Anderson), in quello che è stato descritto come la versione di Rod Serling di La vita è meravigliosa.
- Supernatural (serie televisiva del 2005): Gabriel, interpretato da Richard Speight Jr., è un arcangelo in fuga che uccide persone che ritiene malvagie, interagendo anche con altri angeli, inclusi i suoi fratelli Michael, Raphael e Lucifero.
- Dominion (serie televisiva del 2014): Gabriele, interpretato da Carl Beukes, è l'antagonista della serie, che progetta di uccidere l'Arcangelo Michele e di annientare l'umanità.
- Now Apocalypse (serie commedia televisiva del 2019): Gabriel, interpretato da Tyler Posey, è un enigmatico trombettista che ha un appassionato appuntamento con il protagonista della serie Ulysses Zane prima di avvertirlo di un'imminente apocalisse.
- Good Omens (miniserie televisiva di Amazon Prime del 2019): Gabriel è interpretato da Jon Hamm. La serie è basata sul romanzo di Terry Pratchett e Neil Gaiman (nel quale viene invece solamente menzionato); è il leader delle forze del Paradiso, favorevole all'avvento dell'Apocalisse per decretare un vincitore tra le fazioni del Paradiso e Inferno.
- l'arcangelo Gabriele è l'ispirazione per l'angelo Gabi, uno degli angeli custodi protagonisti della serie animata/fumetto Angel's Friends
- Gabriele è anche tra i personaggi dei serial Supernatural e Dominion.
- l'arcangelo Gabriele compare nello sketch di Massimo Troisi la "Natività" in cui l'arcangelo, che risulta essere semicieco, entra ogni volta in modo rumoroso nella casa di una donna che crede essere Maria gridando: "Annunciazione! Annunciazione! Tu Mari', Mari' Fai il figlio Salvatore, Gabriele ti ha dato la buona notizia. Annunciazione! Annunciazione!".

## Galleria d'immagini

Rappresentazione nelle varie epoche storiche
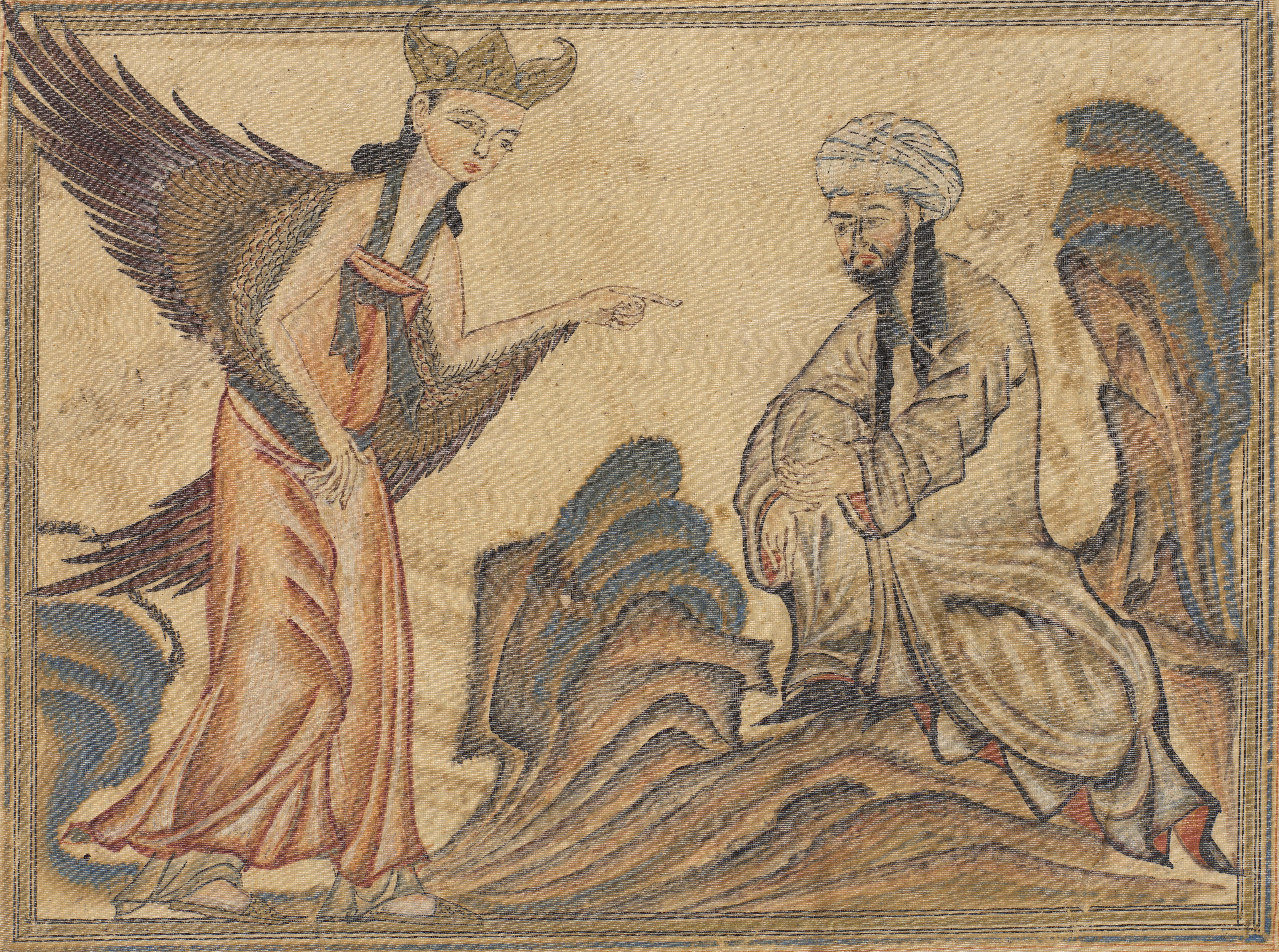
Rivelazione di Gabriele a Maometto, miniatura nella collezione della Biblioteca universitaria di Edimburgo, Scozia, 1307.
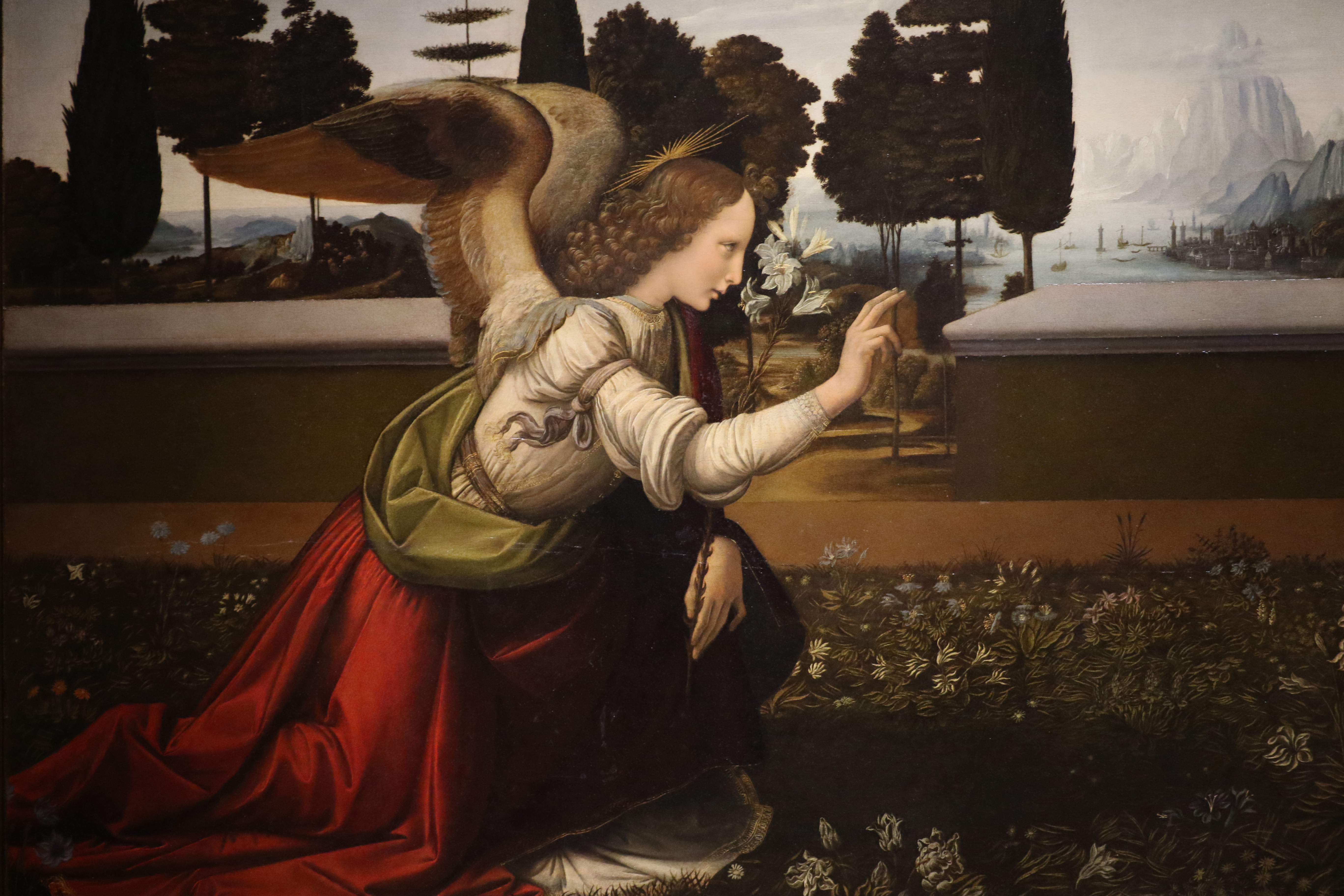
Annunciazione, olio su tavola di Leonardo da Vinci, Galleria degli Uffizi, Firenze, 1475-1478.
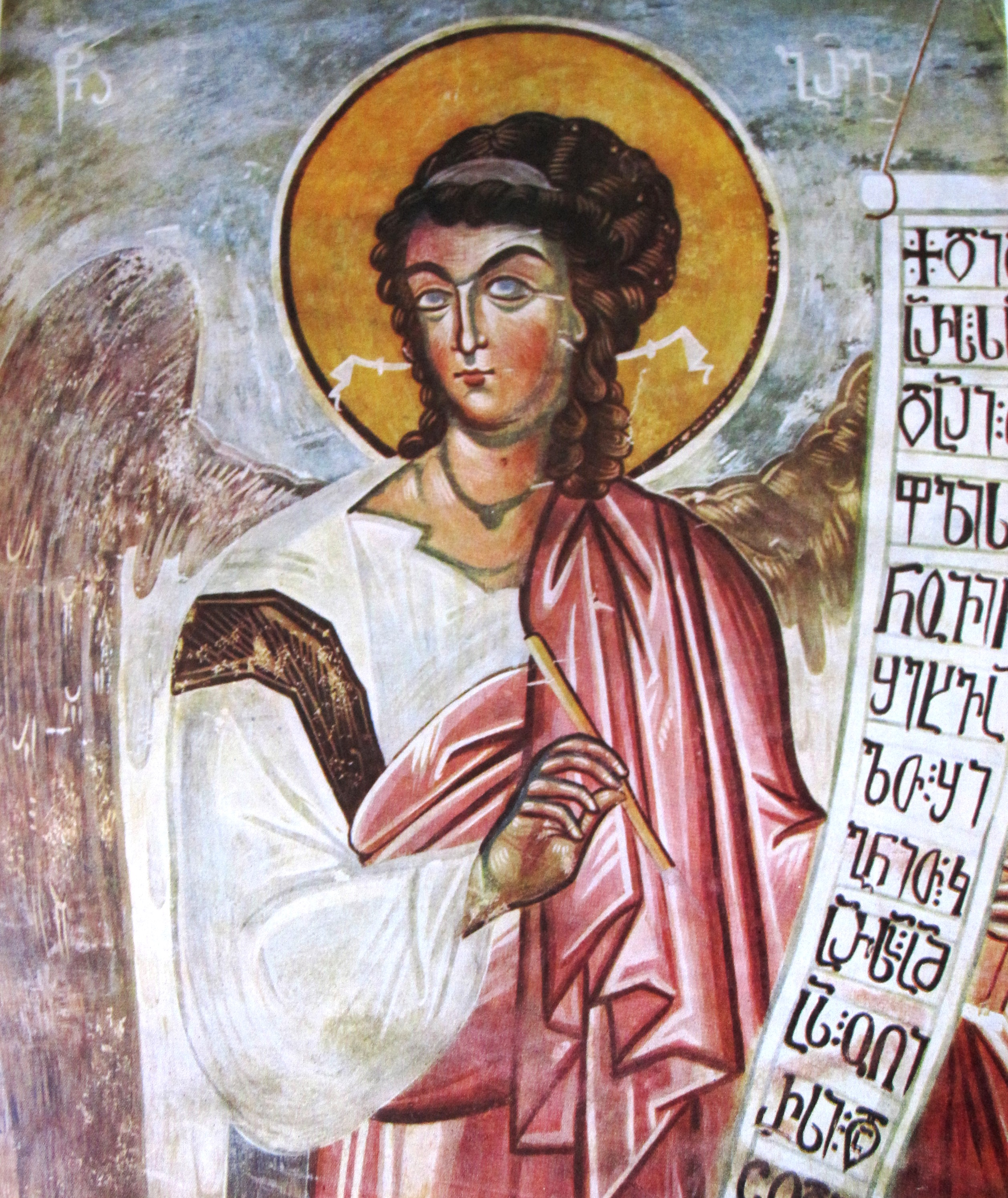
Dettaglio di un affresco che rappresenta l'Arcangelo Gabriele, Cattedrale di Tsalenjikha, Georgia.
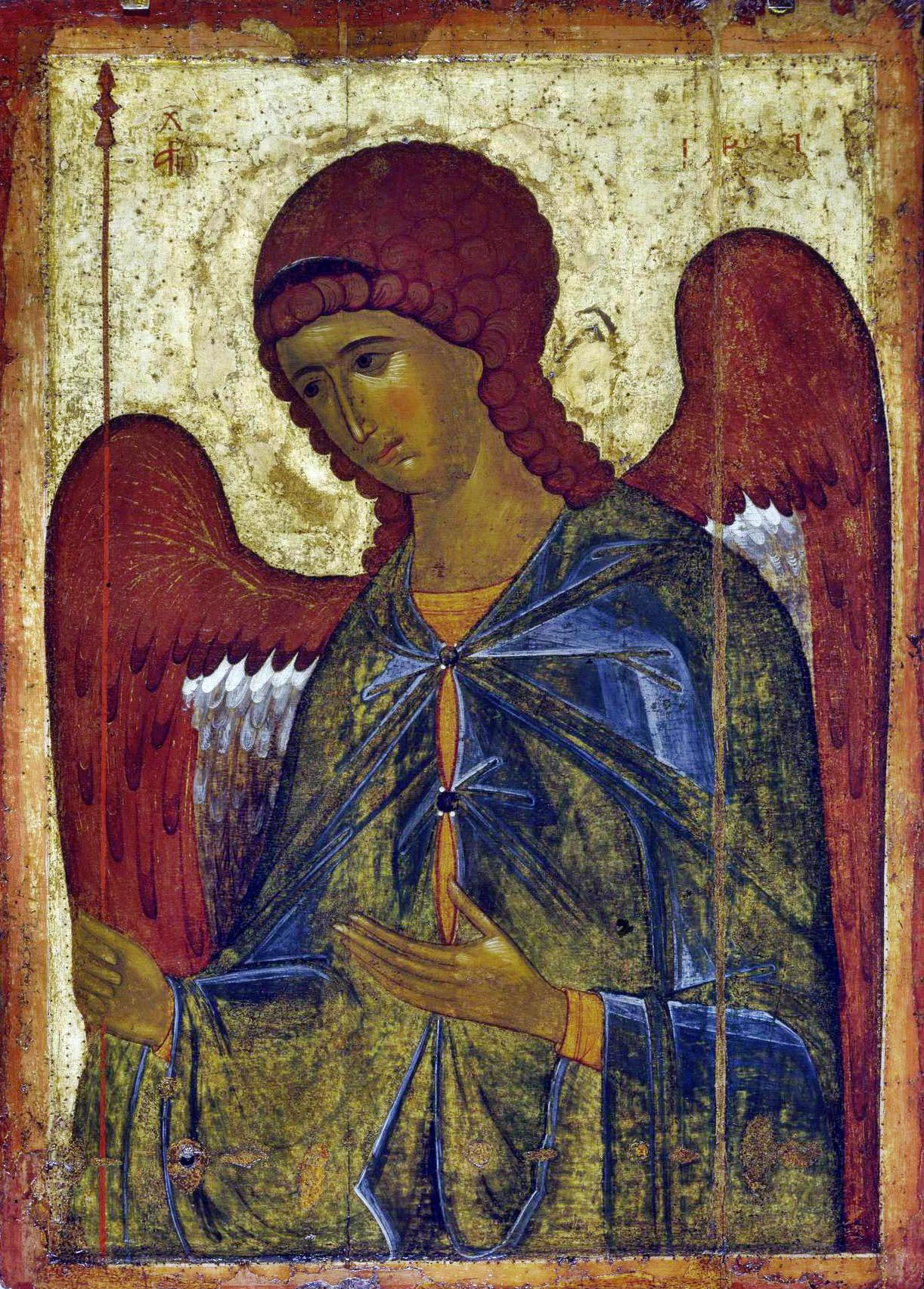
Arcangelo Gabriele, dalla Deesis Vysockij, Galleria Tret'jakov, Mosca, 1387-1395.
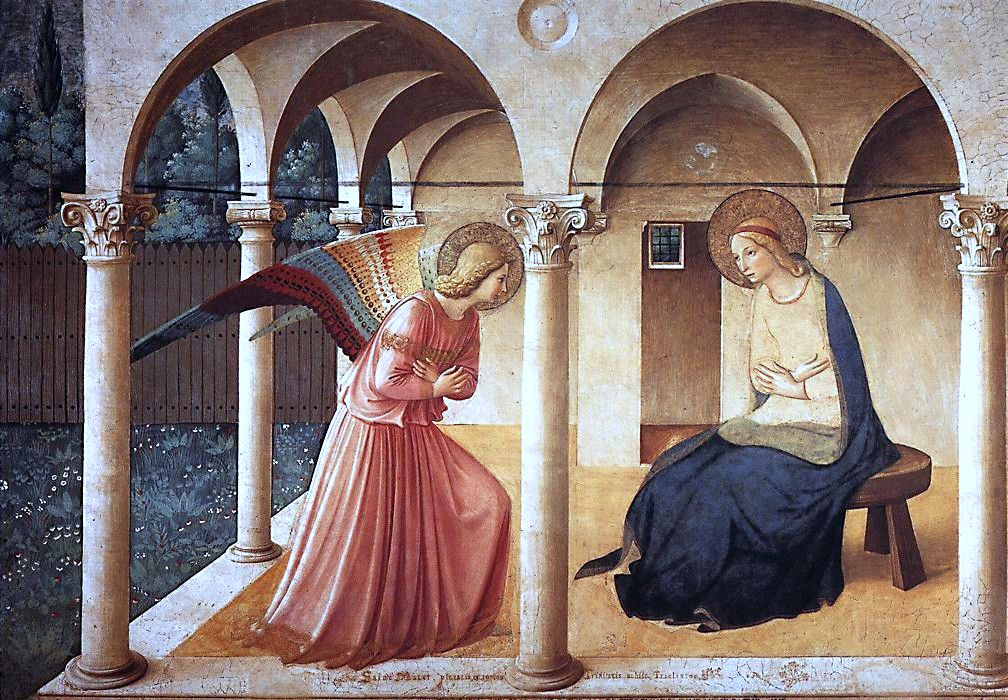
Annunciazione, affresco di Beato Angelico, Museo di San Marco, Firenze, 1438-1446.
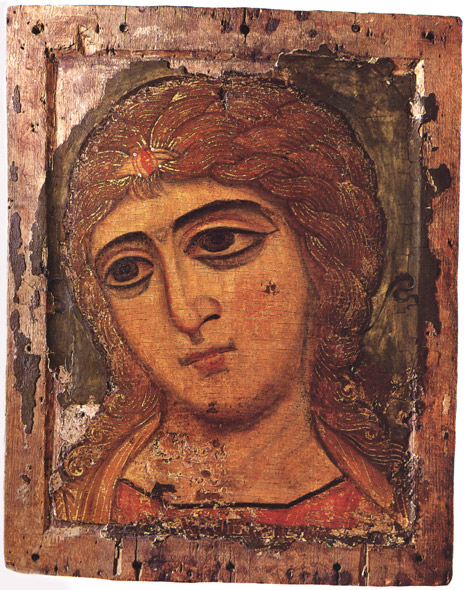
Angelo dai capelli d'oro, probabilmente l'Arcangelo Gabriele,[43] da una Deesis, Museo russo, San Pietroburgo, XII-XIII secolo.
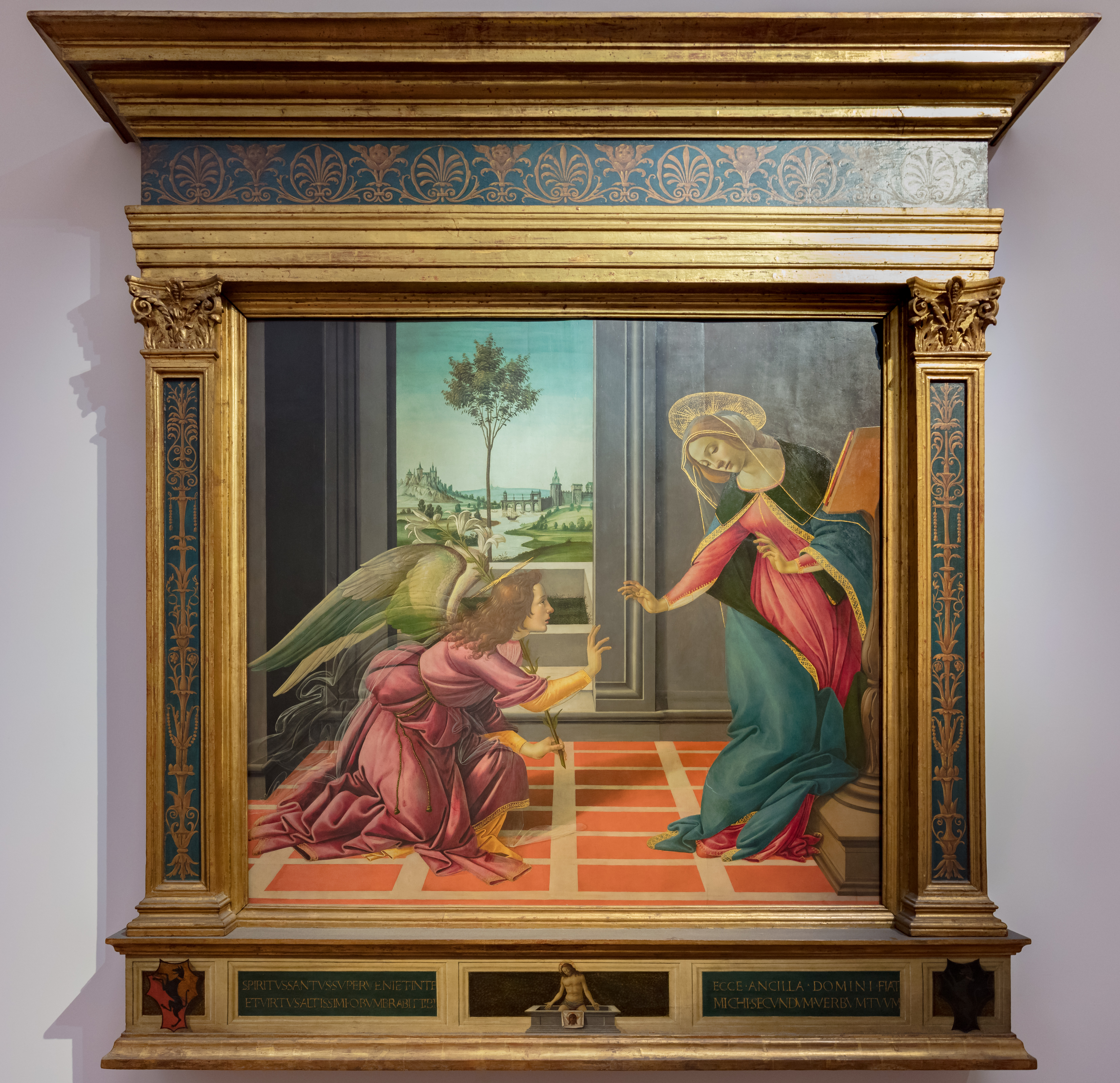
Annunciazione, tempera su tavola di Sandro Botticelli, Galleria degli Uffizi, Firenze, 1489-1490.
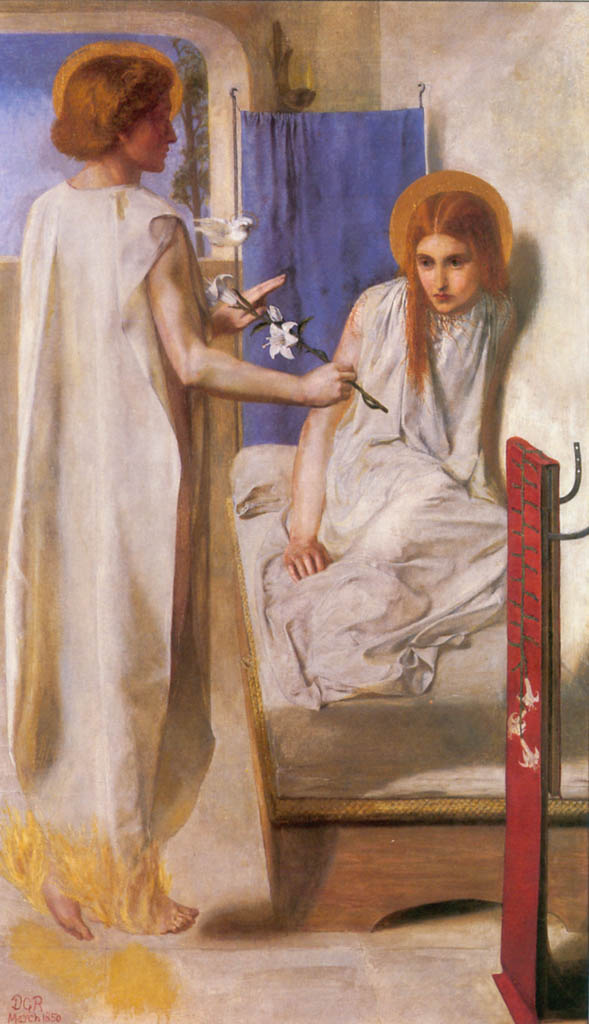
Ecce Ancilla Domini, olio su tela di Dante Gabriel Rossetti, Tate Gallery, Londra, 1850.